# 17. ročník udílení Nickelodeon Kids' Choice Awards
17. ročník Nickelodeon Kids' Choice Awards se konal 3. dubna 2004. Moderování se ujali Mike Meyers a Cameron Diaz.

## Vítězové a nominovaní

### Film

#### Nejoblíbenější film
- Hledá se Nemo
- Bláznivá školka
- Elf
- Božský Bruce

#### Nejoblíbenější filmový herec
- Eddie Murphy (Bláznivá školka a Strašidelný dům)
- Mike Myers (Kocour)
- Ashton Kutcher (Líbánky)
- Jim Carrey (Božský Bruce)

#### Nejoblíbenější filmová herečka
- Halle Berryová (X-Men 2)
- Amanda Bynes (Co ta holka chce)
- Cameron Diaz (Charlieho andílci: Na plný pecky)
- Queen Latifah (Dům naruby)

#### Nejoblíbenější hlas z animovaného filmu
- Bruce Willis jako Spike (Lumpíci v divočině)
- Brad Pitt jako Sindibád (Sindibád: Legenda sedmi moří)
- John Goodman jako Baloo (Kniha džunglí 2)
- Ellen DeGeneres jako Dory (Hledá se Nemo)

### Televize

#### Nejoblíbenější televizní seriál
- All That
- Přátelé
- Lizzie McGuire
- Faktor strachu

#### Nejoblíbenější animovaný seriál
- Kouzelní kmotříčci
- The Proud Family
- Simpsonovi
- SpongeBob v kalhotách

#### Nejoblíbenější televizní herec
- Frankie Muniz (Malcolm v nesnázích)
- Lil' Romeo (Romeo!)
- Bernie Mac (The Bernie Mac Show)
- Ashton Kutcher (Zlatá sedmdesátá a Napálené celebrity)

#### Nejoblíbenější televizní herečka
- Jennifer Aniston (Přátelé)
- Jamie Lynn Spears (All That)
- Hilary Duff (Lizzie McGuire)
- Raven-Symoné (That's So Raven)

### Hudba

#### Nejoblíbenější písnička
- B2K — "Bump, Bump, Bump"
- OutKast — "Hey Ya"
- Beyoncé featuring Jay-Z — "Crazy in Love"
- The Black Eyed Peas featuring Justin Timberlake — "Where Is the Love?"

#### Nejoblíbenější zpěvák
- Nelly
- Bow Wow
- Nick Cannon
- Justin Timberlake

#### Nejoblíbenější zpěvačka
- Ashanti
- Jennifer Lopez
- Beyoncé
- Hilary Duff

#### Nejoblíbenější hudební skupina
- OutKast
- B2K
- Good Charlotte
- No Doubt

### Sport

#### Nejoblíbenější sportovní tým
- Chicago Cubs
- Los Angeles Lakers
- Miami Dolphins
- New York Yankees

#### Nejoblíbenější sportovec
- Tony Hawk
- Sammy Sosa
- Shaquille O'Neal
- Tiger Woods

#### Nejoblíbenější sportovkyně
- Mia Hamm
- Serena Williams
- Venus Williams
- Kelly Clark

### Další

#### Nejoblíbenější videohra
- Harry Potter: Quidditch World Cup
- Hledá se nemo
- Super Mario Advance 4
- SpongeBob SquarePants: Battle for Bikini Bottom

#### Nejoblíbenější kniha
- Captain Underpants série
- Holes
- Harry Potter série
- Pán prstenů série

### Wannabe Award
- Adam Sandler